# Містер і місіс Сміт (фільм, 2005)
«Мі́стер і мі́сіс Сміт» (англ. Mr. & Mrs. Smith) — американський бойовик 2005 року, знятий режисером Дагом Лайманом за сценарієм Саймона Кінберга. У головних ролях знялися Бред Пітт і Анджеліна Джолі, які грають знуджену подружню пару із середнього класу, що з подивом дізнається, що вони — наймані вбивці, які працюють на конкуруючі агентства, і що їхнім завданням є вбити одне одного. Під час знімання цього фільму почалися реальні особисті стосунки між Піттом і Джолі, які згодом переросли в романтичні відносини, шлюб і народження дітей і тривали з 2005 до 2016 року.
Фільм «Містер і місіс Сміт» вийшов на екрани США 10 червня 2005 року і отримав змішані відгуки від критиків, які високо оцінили гру Пітта і Джолі та їхню хімію, але розкритикували сценарій. Фільм мав успіх у прокаті, зібравши 487,3 мільйона доларів по всьому світу і ставши сьомим найкасовішим фільмом 2005 року. У 2024 році на Amazon Prime Video відбулася прем'єра однойменного телесеріалу, знятого за мотивами фільму, з Дональдом Гловером і Майєю Ерскін у головних ролях двох незнайомців, які працюють шпигунами і видають себе за подружню пару; продюсер Арнон Мілчен — єдиний актор або член знімальної групи, який повернувся з оригінального фільму.

## Сюжет
Джон Сміт, керівник будівельної компанії, і його дружина Джейн, консультантка технічної підтримки, перебувають на сеансі сімейної терапії. Вони розповідають, що одружені вже п’ять або шість років, але їхній шлюб переживає кризу. Подружжя згадує, як познайомилося в Боготі, Колумбія, де вдавали, що разом, аби уникнути допитів від місцевої влади. Вони закохалися і згодом одружилися.
Насправді Джон і Джейн — висококласні польові агенти, які працюють на конкуруючі організації кілерів і входять до числа найкращих у своїй справі. При цьому жоден із них не здогадується про справжню професію іншого. Вони живуть у великому будинку в колоніальному стилі в передмісті Нью-Йорка, ведучи звичайне життя і час від часу спілкуючись із заможними сусідами, щоб не викликати підозр. Під прикриттям щасливого подружжя вони намагаються поєднувати нудний і відсторонений шлюб із подвійним життям та небезпечною кар’єрою.
Коли обох наймають для ліквідації ув’язненого АНБ Бенджаміна "Танка" Данса під час його переведення, Джон і Джейн зіштовхуються в процесі операції і зривають місію. Данс виживає, і тепер кожен із Смітів отримує нове завдання — вбити іншого. Джон не наважується одразу ліквідувати Джейн. Джейн діє рішучіше — краде його зброю з дому та намагається вбити, але йому щоразу вдається втекти.
Після кількох спроб вбити одне одного конфлікт переростає у грандіальну перестрілку, яка майже знищує їхній будинок. Під час тривалої та рівносильної боротьби вони наставляють один на одного зброю. Джон першим опускає пістолет, зізнавшись, що кохає Джейн. Вона теж не може натиснути на курок. Після цього вони проводять ніч разом, і пристрасть у їхніх стосунках спалахує знову.
Втім, невдовзі їхні агентства об’єднуються, щоб знищити подружжя. Едді, найкращий друг і напарник Джона, відмовляється від винагороди в $400,000 за кожного. Смітів атакують численні наймані вбивці. Їхній будинок знищують, і подружжя тікає, викравши мінівен сусідів. У погоні вони знищують броньовані машини противників, сварячись дорогою про бойові навички та таємниці, які дізналися один про одного.
Вони викрадають Данса з в’язниці, щоб використати як засіб шантажу. Але Данс зізнається, що він — лише приманка, молодий інтерн, якого обидва агентства найняли після того, як дізналися про шлюб Смітів, сподіваючись, що ті вб’ють одне одного.
Викинувши всі запасні плани, Джон і Джейн вирішують разом дати останній бій. Вони протистоять озброєному штурму у великому магазині товарів для дому, відбиваючи напад агентів. Після цього знову відвідують сімейного психолога, вже як щаслива пара, і заявляють, що їхній шлюб переживає розквіт.

## У ролях
| Актор/Актриса      | Персонаж        |
| ------------------ | --------------- |
| Бред Пітт          | Джон Сміт       |
| Анджеліна Джолі    | Джейн Сміт      |
| Вінс Вон           | Едді            |
| Адам Броуді        | Бенджамін Данц  |
| Керрі Вашингтон    | Жасмін          |
| Кіт Девід          | Батько          |
| Кріс Вайц          | Мартін Коулман  |
| Рейчел Гантлі      | Сьюзі Коулман   |
| Мішель Монаган     | Гвен            |
| Стефані Марч       | Джулі           |
| Дженніфер Моррісон | Джейд           |
| Перрі Рівз         | Джессі          |
| Вільям Фіхтнер     | доктор Векслер  |
| Анджела Бассетт    | бос Джона Сміта |
| Саймон Кінберг     | банкір          |

## Сприйняття

### Касові збори
Фільм «Містер і місіс Сміт» вийшов 10 червня 2005 року в США та Канаді у 3424 кінотеатрах. Фільм посів перше місце у дебютний вікенд, зібравши $50,342,878. У Північній Америці «Містер і місіс Сміт» зібрав 186 336 279 доларів, а в усьому світі — 478 207 520 доларів. Це був найкасовіший фільм для обох суперзірок Бреда Пітта та Анджеліни Джолі, але згодом його випередили «Всесвітня війна Z» для Пітта та «Чаклунка» для Джолі.

### Відгуки критиків
Агрегатор рецензій Rotten Tomatoes оцінив фільм «Містер і місіс Сміт» на 60 % на основі 212 рецензій із середньою оцінкою 6,10/10. Консенсус критиків сайту звучить так: «Хоча цей бойовик страждає від слабкого сценарію та надмірних вибухів, хімія, яку створює екранна пара Пітта та Джолі, є достатньо відчутною, щоб зробити цей фільм приємним літнім бойовиком». На сайті Metacritic, який присвоює нормалізований рейтинг рецензіям від провідних критиків, фільм отримав середню оцінку 55 зі 100 на основі 41 рецензії, що вказує на «змішані або середні відгуки». Глядачі, опитані CinemaScore, поставили фільму середню оцінку «B+» за шкалою від A+ до F.
Саймон Браунд з Empire дав фільму позитивну рецензію, описавши його як «повноцінний бойовик, підривну романтичну комедію і зірковий транспорт, просочений гламуром Голлівуду, від режисера, який вміє витрачати гроші на екран, при цьому тримаючи язика міцно прикушеним». Деніел Сейні з Digital Spy поставив 4 з 5 зірок, сказавши: «Ідеї фільму часто запозичені, і його навряд чи можна назвати глибоким і змістовним, але це напрочуд веселий фільм». Роджер Еберт з Chicago Sun-Times поставив 3 з 4 зірок і похвалив хімію між головними акторами, сказавши: «Фільм працює тому, що Пітт і Джолі весело проводять час разом на екрані, і вони здатні знайти ритм, який дозволяє їм бути стриманими і веселими навіть під час найбільш тривожних подій». У негативній рецензії Мік ЛаСалл з San Francisco Chronicle назвав фільм «жахливим» і заявив, що «Єдина крапля кмітливості, яка присутня тут, полягає виключно в задумі. Втілення ж її відсутнє».

## Цікаві факти
- Вважається, що зйомки цього фільму стали початком романтичних стосунків Пітта й Джолі, результатом яких стало розлучення Пітта зі своєю дружиною Дженніфер Еністон.[11]
- На роль Джейн Сміт пробувались Ніколь Кідман, Кетрін Зета-Джонс і Кейт Бланшетт.
- За мотивами фільму Саймон Кінберг написав книгу з такою ж назвою.
- Сценарист Саймон Кінберг придумав ідею фільму після того, як вислухав пару своїх друзів-закоханих, які проходили терапію. На його думку, те, як вони розповідали про це звучало «агресивно та корисливо», і він подумав, що це стане цікавим шаблоном для змалювання стосунків у бойовику.
- Виробництво фільму зрештою перевищило бюджет на 26 мільйонів доларів, що змусило режисера Лімана використати гроші зі свого власного ощадного рахунку, щоб побудувати декорації в гаражі своєї матері. Потім він знищив приміщення гранатою[12].

## Популярність в Україні

### Пародії
Співачка Альоша випустила кліп на пісню «Текіла», де повторюються події фільму.

## Дубляж та озвучення
- Двоголосе закадрове озвучення студії «1+1». Ролі озвучували: Олесь Гімбаржевський та Лариса Руснак.
- Багатоголосе закадрове озвучення студії «1+1». Ролі озвучували: Дмитро Завадський, Андрій Твердак, Катерина Сергеєва та Катерина Буцька. З цим озвученням транслювались на каналах «1+1», «2+2», «ТЕТ» та «Comedy Central».
- Двоголосе закадрове озвучення телекомпанії «Новий канал». Ролі озвучували: Олег Лепенець та Лідія Муращенко. З цим озвученням транслювались на каналах «Новий канал» та «ICTV».
- Старе багатоголосе закадрове озвучення студії «Так Треба Продакшн» на замовлення телекомпанії «ICTV». Ролі озвучували: Юрій Ребрик, Дмитро Терещук, Людмила Чиншева та Олена Яблочна.
- Нове багатоголосе закадрове озвучення студії «Так Треба Продакшн» на замовлення «Воля Cine+». Ролі озвучували: Володимир Терещук, Роман Семисал, Наталя Задніпровська та Марина Локтіонова. З цим озвученням транслювався на каналі «Суспільне Культура».
- Дубляж студії «Так Треба Продакшн» на замовлення телекомпанії «Новий канал». Ролі дублювали: Павло Скороходько, Оксана Гринько, Юрій Кудрявець, Кирило Татарченко, Володимир та Дмитро Терещуки, Наталя Поліщук та інші.

## Виноски
1. 1 2  Mr. & Mrs. Smith. Box Office Mojo. Архів оригіналу за 28 березня 2014. Процитовано 30 березня 2014.
2. ↑  Harris, Mark. "The Mommy Track" [Архівовано 10 листопада 2016 у Wayback Machine.]. The New York Times. October 15, 2008. Retrieved September 30, 2011.
3. ↑  "Brad Pitt reveals he DID fall in love with Angelina Jolie on set of Mr And Mrs Smith while still married to Jennifer Aniston" [Архівовано 28 червня 2018 у Wayback Machine.]. Mirror. December 11, 2008. Retrieved September 30, 2011.
4. ↑  Mr. & Mrs. Smith. Rotten Tomatoes. Архів оригіналу за 15 грудня 2017. Процитовано 14 вересня 2021.
5. ↑  Mr. & Mrs. Smith. Metacritic. Архів оригіналу за 8 червня 2012. Процитовано 15 вересня 2011.
6. ↑  Cinemascore :: Movie Title Search. Архів оригіналу за 20 грудня 2018. Процитовано 31 березня 2019.
7. ↑  Braund, Simon. Mr And Mrs Smith. Empire. Архів оригіналу за 21 жовтня 2012. Процитовано 27 вересня 2011. {{cite web}}: Проігноровано невідомий параметр |df= (довідка)
8. ↑  Saney, Daniel (13 червня 2005). Mr. & Mrs. Smith. Digital Spy. Архів оригіналу за 25 жовтня 2012. Процитовано 27 вересня 2011.
9. ↑  Ebert, Roger (9 червня 2005). Mr. & Mrs. Smith. Chicago Sun-Times. Архів оригіналу за 14 жовтня 2012. Процитовано 27 вересня 2011.
10. ↑  LaSalle, Mick (10 червня 2005). It's nothing personal – each of them has a job to do. Of course, it is a deadly business. San Francisco Chronicle. Архів оригіналу за 6 червня 2008. Процитовано 27 вересня 2011.
11. ↑  Пітт і Джолі мають намір зіграти у продовженні Містера та місіс Сміт. Архів оригіналу за 28 вересня 2013. Процитовано 22 вересня 2013.
12. ↑  Lee, Chris (13 січня 2021). How Locked Down Convinced Harrods to Let a Film Crew Into Its Vaults. Vulture (амер.). Процитовано 1 липня 2022.
13. ↑  Alyosha - Текіла [Official video]. YouTube. Alyosha. 24 травня 2018. Архів оригіналу за 12 жовтня 2021. Процитовано 4 червня 2021.